# Estrella Nord-Africana
L'Estrella Nord-Africana o ENA (en francès, Étoile nord-africaine) fou una organització política creada l'any 1926 pel nacionalista algerià Messali Hadj a París, França format principalment per residents algerians i magribins a la àrea metropolitana de la capital francesa. Era l'única que defensava públicament la independència d'Algèria i tenia el suport del Partit Comunista Francès (PCF).